# Calyptotheca circularis
Calyptotheca circularis is een mosdiertjessoort uit de familie van de Lanceoporidae. De wetenschappelijke naam van de soort is voor het eerst geldig gepubliceerd in 1957 door Harmer.